# Kängpunk
Kängpunk eller bara käng är en hård form av musikgenren punk som ofta ses som en gren av (tidig europeisk) hardcorepunk. Kängpunken utmärks bland annat av ett trumkomp kallat D-beat (från gruppen Discharge). Uttrycket myntades av Jimmy i bandet 16 Blåsare utan hjärna (16 B.U.H.).

## Historia
Kängpunkens embryo utvecklades under det sena 1970-talet som en blandning av Exploited, en dos av Motörhead och framför allt, gruppen Discharge. Med skivorna WHY? och Hear nothing, See nothing, Say nothing skapade Discharge en karakteristisk musikstil där låtarna bygger på två-tre distade ackord och mycket korthuggna ångestpolitiska texter som skriks fram.
Många inflytelserika band har kommit från Sverige bland annat Mob 47 och Anti Cimex vilket gjort att denna del av genren ofta benämns som skandinavisk hardcore utomlands, dock sällan på hemmaplan där den är mer känd som käng.
I mitten till slutet av 1980-talet utvecklades den snarlika genren crust eller crustpunk, som även tog in många andra influenser. De flesta band inom genren idag ligger någonstans mellan de båda arketypa genredefinitionerna, vilket gör det svårare att skilja på genrerna.
Kängpunken har, delvis genom tidigare nämnd utveckling, på senare tid utvecklats mot mer varierande och ibland på gränsen till melodiösa sammansättningar av ackord. Grundpelaren är dock fortfarande minimalism.

### Musiken
Musiken bygger ofta på två riff vilka upprepas genom hela låten, ett för vers och ett för refräng. Uppbyggnaden är traditionellt sex versriff följt av fyra refrängriff och sen från början, men detta kan variera. Trummorna spelar D-takt med fills där det passar, som till exempel mellan vers och refräng. Gitarrsolon förekommer, och är då ofta mycket enkla. Exempel på det kan vara att man kör versriffet i en betydligt högre tonart.

### Texterna
Texterna är mycket korthuggna och handlar ofta om krig och orättvisor, ofta endast beskrivande och med en cynisk underton.

#### Exempel på texter
Cries of Help (av Discharge)
Napalm tumbles from the sky
Cries of help cries of pain
Skin looking like bloody hardened meat
Meanwhile (av Discharge)
Half the world is starving dying of disease
World military expenditure increases
Half the world is living in poverty
World military expenditure increases

### Bandnamnen
Under 1990-talet var det vanligt att kängpunkband tog namn som började med stavelsen Dis-, exempelvis Disaccord, Discard, Disfear, Disfornicate, Dissober och det något ironiska Diskonto. Att alla band började med stavelsen Dis- ledde till att det var mycket enkelt att se vilken typ av musik banden spelade, men blev också med tiden väldigt enahanda. Trenden minskade och banden Driller Killer, Nödvärn, Framtid, Mardröm och Wolfpack bildades och visade att man faktiskt kan spela kängpunk utan att heta något med Dis-.

## Exempel på band
Sverige
- Anti Cimex
- Disaccord
- Not enough hate
- Discontrol
- Disfear
- Ernst and the Edsholm Rebels
- No Security
- Totalitär
- Wolfpack
- Moderat likvidation
- Shitlickers
- Black uniforms
- Driller killer
- Honnör SS

Andra länder
- Discharge
- Disclose
- Misery